# Idiasta
Idiasta är ett släkte av steklar som beskrevs av Förster 1862. Idiasta ingår i familjen bracksteklar.

## Dottertaxa tillIdiasta, i alfabetisk ordning[1][2]
- Idiasta aborigen
- Idiasta annulicornis
- Idiasta arctica
- Idiasta armiscabrata
- Idiasta brachyptera
- Idiasta brevicauda
- Idiasta buriat
- Idiasta burmensis
- Idiasta californica
- Idiasta chingolaensis
- Idiasta curtimembrum
- Idiasta daurica
- Idiasta delicata
- Idiasta dichrocera
- Idiasta euryzona
- Idiasta gigantea
- Idiasta hamanni
- Idiasta hiomae
- Idiasta hirsuta
- Idiasta hispida
- Idiasta kirgisiae
- Idiasta kyotoensis
- Idiasta longicornis
- Idiasta madagascariensis
- Idiasta magna
- Idiasta maritima
- Idiasta megastigma
- Idiasta minor
- Idiasta naumanni
- Idiasta nephele
- Idiasta nigra
- Idiasta nigriae
- Idiasta pallida
- Idiasta paramartima
- Idiasta picticornis
- Idiasta postscutellaris
- Idiasta pseudomaritima
- Idiasta rufithorax
- Idiasta sculpturata
- Idiasta sibirica
- Idiasta snizeki
- Idiasta subannellata
- Idiasta superficialis
- Idiasta titaguensis
- Idiasta totinigra
- Idiasta tungus
- Idiasta westphalica